# Huai Kha Khaeng
Huai Kha Khaeng (tajlandski: ห้วยขาแข้ง) je rezervat divljine na planinama Tenasserim, u provincijama Kančanaburi, Tak i Uthai Thani, u Tajlandu; na samoj granici s Mjanmarom. On je, zajedno sa susjednim rezervatom divljine Thung Jai Naresuan, upisan na UNESCO-ov popis mjesta svjetske baštine u Aziji i Oceaniji jer "sadrži gotovo sve oblike šume jugoistočne kontinentalne Azije, i važan je dom mnogih životinjskih vrsta".
Rezervat divljine Huai Kha Khaeng je osnovan 1972. godine i od 1992. godine ima površinu od od 257.464 hektara. Ovo područje je uglavnom planinsko, sastavljeno od vapnenačkih stijena ispresijecanih granitom, kvarcitom i škriljevcem. Visina u parku varira od 250 do 1.678 metara.
Uglavnom je prekriven tropskim kišnim šumama i zimzelenim šumama. Sveukupno u parku obitava oko 400 vrsta ptica (kao što su Divlja kokoš Zeleni paun (Pavo muticus), Sivi paun (Polyplectron bicalcaratum) i svih 6 vrsta kljunorožaca koji su zabilježeni u jugoistočnoj Aziji), 96 vrsta reptila i 43 vrste vodozemaca, te 120 vrsta sisavaca (kao što su Azijski mrki medvjed (Ursus thibetanus), Malajski medvjed (Ursus malayanus), Azijski slon (Elephas maximus), Gaur (Bos gaurus), Tigar  (Panthera tigris), Leopard (Panthera pardus), Oblačasti leopard (Neofelis nebulosa), Giboni (Hylobates lar), Indijski sambar (Rusa unicolor), Makaki (Macaca)) i 113 vrsta riba.

## Vanjske poveznice
- Rezervati divljine Tajlanda (taj.)
- Članak o rezervatu divljine Huai Kha Khaeng, Royal Gazette br. 109., 30. prosinca 1992., poglavlje 126. (engl.)